# Oktjabr'skij rajon (Kraj di Perm')
L'Oktjabr'skij rajon (in russo Октябрьский район?) è un municipal'nyj rajon (муниципальный округ) del Territorio di Perm', in Russia; il centro amministrativo è il villaggio di Oktjabr'skij.